# アンカラ政府
アンカラ政府（土: Ankara Hükûmeti）として知られる大国民議会政府（土: Büyük Millet Meclisi Hükûmeti）は、オスマン帝国末期のトルコ革命の際にアンカラ（当時はアンゴラ）を拠点とした革命的で臨時のトルコ政府である。崩壊しつつあったオスマン帝国政府に対抗してトルコ国民運動に率いられた。
トルコ革命では、大国民議会政府は国民軍として知られる軍を率いていた。戦後、オスマン帝国政府に勝利してからは、1923年にアンカラの共和国政府がオスマン帝国の終焉を宣言して、トルコ共和国を建国した。

## 背景
アンカラ政府の設立が宣言された時、連合国に占領されたコンスタンティノープル（現在のイスタンブール）にもう一つの政府、すなわち（アンカラ政府に対して）コンスタンティノープル政府と呼ばれたオスマン帝国の政府が存在していた。1920年4月23日に大国民議会が設立されると、最初はオスマン帝国のスルタンの正統性を否定せず、アンカラの新たな議会において独自の政府を結成した。臨時政府としての性質を維持するために、大臣は従来の「Nazır」の代わりに「Vekil」と呼ばれた。

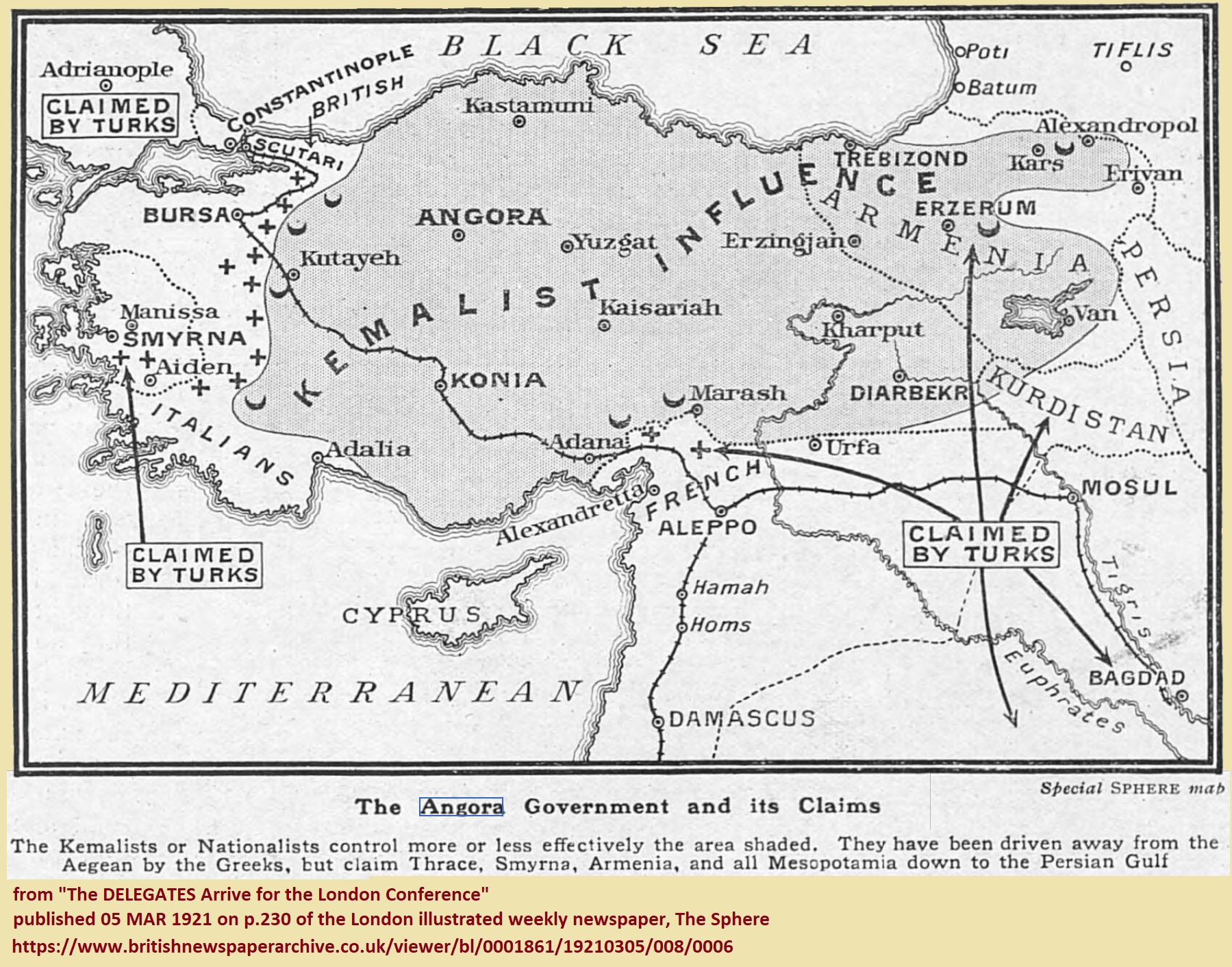
The map published by The Sphere on 1–5 March 1921:
The Angora Government and its Claims
The Kemalists or Nationalists control more or less effectively the area shaded. They have been driven away from the Aegean by the Greeks, but claim Thrace, Smyrna, Armenia, and all Mesopotamia down to the Persian Gulf

事実上の首都コンスタンティノープルが占領されていたために、アンカラ政府はトルコを代表するべく結成された。大国民議会議長（1921年2月8日以降はトルコ大国民議会に改名された）と後のトルコ共和国の大統領はムスタファ・ケマル・アタテュルクだった。ムダニヤ休戦協定が調印されると、第一次世界大戦の終わりの1918年にオスマン帝国が調印したムドロス休戦協定に取って代わり、トルコ独立戦争が終結して、大国民議会はトルコを占領していた連合国に迎合していたオスマン帝国のスルタンを廃止した。
オスマン帝国のスルタンを戴き、古い帝国と君主制を象徴していたコンスタンティノープル政府は、最初、トルコ国民運動とアンカラ政府を承認することを拒否し、オスマン帝国の唯一の正統な政府であると主張しており、en:Kuva-yi Inzibatiye（大国民議会の「国民軍」に対して「カリフ軍」として知られていた）を使ってアンカラ政府を軍事的に打倒しようとしたが、失敗した。1921年、コンスタンティノープル政府とアンカラ政府の両方の外交チームがロンドン会議に出席したが、予想外の動きとして、en:Ahmet Tevfik Pasha率いるオスマン帝国の外交チームが降伏し、en:Bekir Sami Kunduh率いるトルコの外交チームを唯一の国家代表として会議に出席することを認めた。1923年7月24日、連合国代表とアンカラ政府との間でローザンヌ条約が調印され、アンカラ政府が正統なトルコ政府として認められた。
10月29日、トルコ大国民議会によりトルコ共和国の建国が宣言された。

## 政府
共和国以前の政府は、"Executive ministers of Turkey"と呼ばれていた。 
- en:1st cabinet of the Executive Ministers of Turkey
- en:2nd cabinet of the Executive Ministers of Turkey
- en:3rd cabinet of the Executive Ministers of Turkey
- en:4th cabinet of the Executive Ministers of Turkey
- en:5th cabinet of the Executive Ministers of Turkey